# 和田鶴一
和田 鶴一（わだ つるいち、1912年（明治45年）3月27日 - 1973年（昭和48年）6月1日）は、日本の政治家。参議院議員（2期）。

## 生涯
和田今之助の次男として和歌山県西牟婁郡串本町（現・東牟婁郡串本町）で生まれる。和歌山県師範学校を経て、日本大学法文学部を卒業。
1932年（昭和7年）から和歌山県や東京府の小学校に教員として勤務し、1945年（昭和20年）に帰郷して和歌山県立串本商業学校教諭となった。1947年（昭和22年）、和歌山県水産会総務部長に就任し、1949年（昭和24年）に和歌山県水産振興対策委員会副委員長、串本漁業協同組合理事となり、翌1950年（昭和25年）には推されて和歌山県漁業協同組合連合会長に就任した。
1951年（昭和26年）4月の和歌山県議会議員選挙に西牟婁郡より選出され、以後4回連続当選。農林委員長や文教委員長、土木委員長、監査委員、所属会派の自民クラブ幹事長などを歴任した。
1964年（昭和39年）5月に県議会議員を辞職し、野村吉三郎の死去に伴う同年6月21日の参議院議員補欠選挙に自由民主党公認で出馬して当選を果たす。翌1965年（昭和40年）の第7回参院選で再選され、農林水産委員長、決算委員会理事を務めた。1971年（昭和46年）の第9回参院選には出馬せず政界を引退した。
1973年（昭和48年）6月1日10時10分頃、和歌山市友田町三丁目の知人宅2階の部屋（4畳半）で死んでいるのを訪ねてきた友人が発見し、和歌山東警察署に通報した。部屋のガス管を布団の中に引き込んで死んでおり、高血圧に悩んでいたことから自殺と判断された。61歳没。死没日付を以て正五位勲三等に叙され、旭日中綬章を追贈された。